# Saban-Antusta
Saban-Antusta (ros. Сабан-Антуста) – auł w Rosji, w Kraju Stawropolskim, w rejonie turkmeńskim. W 2010 liczył 869 mieszkańców, głównie Turkmenów.